# Villette-lès-Arbois
Villette-lès-Arbois é uma comuna francesa na região administrativa de Borgonha-Franco-Condado, no departamento de Jura. Estende-se por uma área de 5,45 km². Em 2010 a comuna tinha 397 habitantes (densidade: 72,8 hab./km²).